# Малые Мошковцы
Ма́лые Мошко́вцы (укр. Малі Мошківці) — село на Украине, находится в Андрушёвском районе Житомирской области.
Код КОАТУУ — 1820386601. Население по переписи 2001 года составляет 689 человек. Почтовый индекс — 13431. Телефонный код — 4136. Занимает площадь 31,838 км².

## Адрес местного совета
13434, Житомирская область, Андрушёвский р-н, с. Малые Мошковцы, ул. Клубная, 3